# Karmai (sockenhuvudort i Kina, Tibet Autonomous Region, lat 29,14, long 89,50)
Karmai (kinesiska: Kamai, 卡麦, Tangmai, 汤麦, 卡麦乡) är en sockenhuvudort i Kina. Den ligger i den autonoma regionen Tibet, i den sydvästra delen av landet, omkring 170 kilometer väster om regionhuvudstaden Lhasa. Antalet invånare är 5 174. Befolkningen består av 2 543 kvinnor och 2 631 män. Barn under 15 år utgör 25,0 %, vuxna 15-64 år 68 %, och äldre över 65 år 6,0 %.
Runt Karmai är det glesbefolkat, med 16 invånare per kvadratkilometer. Karmai är det största samhället i trakten. Trakten runt Karmai består i huvudsak av gräsmarker.
Genomsnittlig årsnederbörd är 648 millimeter. Den regnigaste månaden är juli, med i genomsnitt 184 mm nederbörd, och den torraste är januari, med 4 mm nederbörd.